# Дулябы
Дулябы (укр. Дуляби) — село в Нараевской сельской общине Тернопольского района Тернопольской области Украины.
До 2020 года входило в Бережанский район.
Код КОАТУУ — 6120485102. Население по переписи 2001 года составляло 77 человек.

## Географическое положение
Село Дулябы находится в 1,5 км от левого берега реки Студёный Поток, ниже по течению на расстоянии в 4 км расположено село Стратин, на противоположном берегу — село Подусельна. К селу примыкает лесной массив (бук).